# 拉布瓦西耶尔-埃科勒
拉布瓦西耶尔-埃科勒（法語：La Boissière-École，法語發音：[la bwasjɛʁ ekɔl] ⓘ）是法国中北部法兰西岛大区伊夫林省的一个市镇，属于朗布依埃区。 

## 地理
拉布瓦西耶尔-埃科勒（48°40'59"N, 1°38'34"E）面积25.06 平方千米，位于法国法蘭西島大區伊夫林省，该省份为法国北部内陆省份，北起瓦兹河谷省，西接厄尔省，西南接厄尔-卢瓦省，东南接埃松省，东临上塞纳省。
与拉布瓦西耶尔-埃科勒接壤的市镇（或旧市镇、城区）包括：法沃罗勒、阿丹维尔、韦格尔河畔孔代、拉欧特维尔、埃尔默赖、米坦维尔、普瓦尼拉福雷、伊夫林地区圣莱热、勒塔特尔戈德朗。

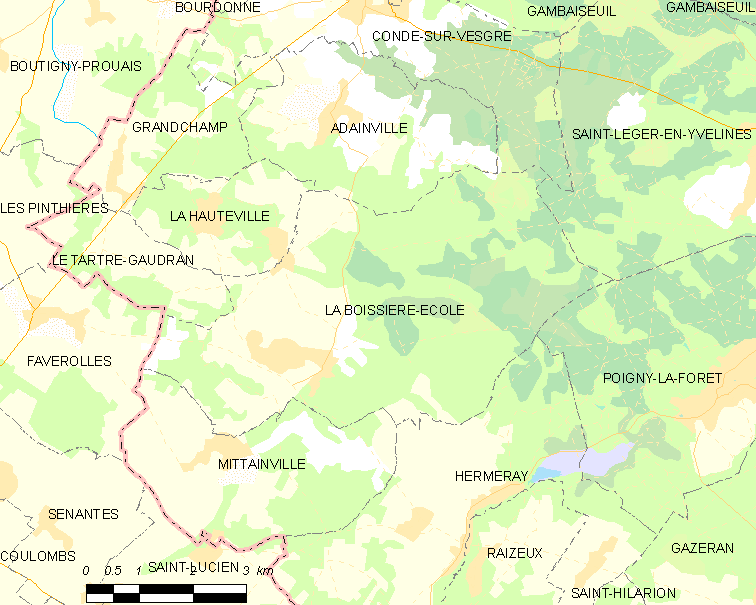
拉布瓦西耶尔-埃科勒的OSM定位图

拉布瓦西耶尔-埃科勒的时区为UTC+01:00、UTC+02:00（夏令时）。

## 行政
拉布瓦西耶尔-埃科勒的邮政编码为78125，INSEE市镇编码为78077。

## 政治
拉布瓦西耶尔-埃科勒所属的省级选区为朗布依埃县。

## 人口

1962-2008年间拉布瓦西耶尔-埃科勒人口变化图示

拉布瓦西耶尔-埃科勒于2022年1月1日时的人口数量为748人。